# Torashi Shimazu
Torashi Shimazu (島津 虎史 Shimazu Torashi?, nacido el 20 de agosto de 1978 en Shizuoka) es un exfutbolista japonés. Jugaba de guardameta y su último club fue el Grulla Morioka de Japón.

## Trayectoria

### Clubes
| Club             | País     | Año         |
| ---------------- | -------- | ----------- |
| KSV Baunatal     | Alemania | 1997 - 1998 |
| Ventforet Kofu   | Japón    | 2003 - 2004 |
| Tokushima Vortis | Japón    | 2004 - 2008 |
| JEF United Chiba | Japón    | 2009        |
| Grulla Morioka   | Japón    | 2010 - 2011 |